# 松田実桜
松田 実桜（まつだ みお、2005年〈平成17年〉9月13日 - ）は、日本の女優、グラビアアイドル。福岡県出身。サンミュージックプロダクション所属。愛称は、みおちゃん・みおちん。

## 略歴
博多阪急のアパレルイベントでステージに立ったことがきっかけで、小学4年生のころから3年程度、キッズモデルをしていた。雑誌「nicola」のモデルを目指し、第22回オーディションのファイナルまで進むも落選。一旦芸能界から離れることとなる。
2021年9月、サンミュージックアカデミー福岡に入所。レッスンを行いながら、地元福岡のイベントでダンスやMCなどの活動を行う。
2022年9月、主演を務めた映画『気まぐれのドッペルゲンガー』が「FUKUOKA 48 Hour Film Project 2022」でBest Film賞を受賞。
2023年5月、『ミスマガジン2023』ベスト16に選出され、同年8月29日、ミスマガジン2023ミスヤングマガジンを受賞。
2023年12月、主演を務めた映画『ぐるぐるした夜に』で「FUKUOKA 48 Hour Film Project 2023」主演女優賞を受賞。
2024年、サンミュージックプロダクションへ移籍後もミスマガジンとしてのグラビア活動と並行してバラエティーに出演するなど、精力的に活動している。

## 人物
- 趣味はファッション・食べること・音楽・野球/バスケ観戦[1]。
- 高校時代は女子バスケットボール部のマネージャーをしていた[7]。
- 福岡出身ながらバスケ一家に育ったため、プロ野球ファンではなかったが、2代目鷹BAKAガール就任を機に、勉強開始。まずは選手名鑑を持ち歩き熟読することから始めたが、福岡ソフトバンクホークスの選手取材を通じて、すっかりのめり込んでしまい、今では仕事に関係なくホークスの試合経過に一喜一憂するようになる。注目選手は緒方理貢選手と正木智也選手[8][9][10]。
- 特技はダンス・ピアノ[1]だが、ミスマガジン2023ベスト16お披露目イベントでは小学5年から習っている特技のダンスではなく、フラフープを回しながら博多弁で早口言葉を披露[動画 3]。
- 好きな食べ物はさくらんぼ。名前の由来にもなっているため[11]。
- サンミュージック福岡のスゴ腕マネージャーにスカウトされ、福岡で活動をしていたが、ミスマガジン2023受賞がきっかけとなり、カンニング竹山とその担当マネージャーの働きかけでサンミュージックプロダクションに移籍[12]。

## 出演

### 映画
- 『気まぐれのドッペルゲンガー』（2022年9月11日、ODA&Fz）[動画 1] - 主演・黒井月夏 役
- 『ぐるぐるした夜に』（2023年11月19日、ODA&Fz）[6][動画 2] - 主演・羽山結衣 役
- 『LIBERTY DANCE』（2025年9月12日公開予定、LUDIQUE） - 主演・富沢花奈 役[13]
- 『代々木ジョニーの憂鬱な放課後』（2025年公開予定、SPOTTED PRODUCTIONS）[14] - 熱子 役

### ドラマ
- 「運命のひと」[注 2]（2023年6月、KBC） - 主演・太田真奈美 役
- 「モンスター」第2話（2024年10月21日、フジテレビ） - シホの同級生 川口由美 役[15][16]
- 「アイシー〜瞬間記憶捜査・柊班〜」第3話（2025年2月4日、フジテレビ） - 女子大生 役[17]
- 「キキミミメシ」博多なのにミルフィーユ鍋!?昭和中華メシでまいう～に遭遇 天神伝説の夜 編（2025年3月11日、TNC） - ミュージシャン 早川美優 役[18]

### CM
- 鹿児島国際大学「看護学部開設」webCM（2022年9月） - 香澄 役
- 「熊本中古車販売 ルマンα」TVCM（2023年1月 - ）
- 鹿児島国際大学「2023オープンキャンパス告知」TVCM 夏前 B篇（2023年7月 - ）[動画 4]
- 千寿製薬「マイティアCL」webCM Stories of 瞳のチカラ ＃03 チャレンジする瞳 篇（2024年1月 - ）[動画 5]

### TV
- 「情報7daysニュースキャスター」（2022年4月 - 、TBS） - 「FOCUS:」オープニング映像
- 「高校生のじかん」（2023年6月 - 、KBC） - レギュラー
- 「鷹BAKA軍団」（2024年3月 - 、スポーツライブ+） - レギュラー・2代目鷹BAKAガール[8]
- 「#れいわしらべ」（2024年4月 - 9月、TRAIN TV） - 石川翔鈴,大塚萌香,松田実桜
- 「週刊さんまとマツコ」（2024年8月18日 、TBS） - ゲスト
- 「HAWKS2024 リーグ優勝記念特番」（2024年9月23日[注 3]、スポーツライブ+）
- 「鷹BAKA軍団SP 森福允彦プレゼンツ斉藤和巳の呼び出しゴルフ」（2025年1月27日,2月24日,3月24日、スポーツライブ+）

### ラジオ
- 講談社 presents ミスマガ放課後RADIO!（2023年9月7日 - 2024年8月15日、渋谷クロスFM）[19] - ミスマガジン2023
- DJ Tomoaki's Radio Show!（2025年2月6日、下北FM）[20] - アシスタントMC

### イベント
- ランウェニスタコレクション九州ステージ（2016年8月28日、アクロス福岡イベントホール） - グランプリ獲得
- MONOGATARI LIVE 2021（2021年10月31日、直方リバーサイドパーク）[21]
- 第14回柳亭燕路天神寄席（2022年4月10日、福岡アジア美術館あじびホール）[22] - 司会
- MAKE A MONOGATARI 2022（2022年9月3日、直方リバーサイドパーク）[23] - BEWICH,∀blaze
- CHRISTMAS LIVE 2022 supported by MAKE A MONOGATARI（2022年12月24日、アイランドアイイベントホール）[24] - BEWICH
- 第16回柳亭燕路天神寄席（2023年4月9日、福岡アジア美術館あじびホール）[25] - 司会
- ミスマガジン2023ベスト16お披露目イベント（2023年5月9日、都内某所）[4] - ミスマガジン2023ベスト16
- ミスマガジン2023グランプリ発表イベント（2023年8月29日、都内某所）[5] - ミスマガジン2023
- 第22回健康21世紀福岡県大会「家族みんなで健やか生活 健康Power全開Day！」（2023年10月1日、イオンモール福岡）[26]
- MAKE A MONOGATARI 2023（2023年10月14日、直方リバーサイドパーク）[27]
- ミスマガジン2024ベスト16お披露目イベント（2024年5月14日、都内某所）[28] - ミスマガジン2023,ミスマガジン2024ベスト16
- 「さよならエリュマントス」Blu-ray発売記念 ＆「代々木ジョニーの憂鬱な放課後」クランクイン直前 トークライブ feat.ミスマガジン2022-2023（2024年8月15日、Loft9 Shibuya）[29] - ミスマガジン2022,ミスマガジン2023
- ミスマガジン2024グランプリ発表イベント（2024年8月28日、都内某所）[30] - ミスマガジン2023,ミスマガジン2024
- 近代麻雀水着祭2024ファイナル（2024年9月22日、しらこばと水上公園）[31] - ファッションショーMC
- 「違う惑星の変な恋人」Blu-ray発売記念 ＆「代々木ジョニーの憂鬱な放課後」クランクアップ記念イベント Night Falls On KCU #1（2024年10月15日、Loft9 Shibuya）[32] - ミスマガジン2023
- 「代々木ジョニーの憂鬱な放課後」クラウドファンディング支援者向け完成披露試写（2025年1月26日、ユーロライブ） - ミスマガジン2023
- 福岡ソフトバンクホークス宮崎春季キャンプ応援バスツアー（2025年2月22日 - 23日開催予定、宮崎市生目の杜運動公園,シェラトン・グランデ・オーシャンリゾート）[33]

### 動画
- 君の最推しを決めろ!ミスマガジン2023ベスト16発表記念 スペシャルLIVE!!（2023年5月9日、YouTube）[動画 6] - ミスマガジン2023ベスト16
- 二人の絆が勝負のカギ！群雄割拠の芸能界を生き残れ！ミスマガサバイバル！（2023年8月29日、YouTube）[動画 7] - ミスマガジン2022,ミスマガジン2023
- 「鷹BAKA軍団」（2024年3月 - 、YouTube）[34] - レギュラー・2代目鷹BAKAガール[8]
- 【福岡県公式】ふくおかインターネットテレビ「福岡県だより★ミテホシ課」（2024年5月 - 、YouTube）[35] - 問井かけ子 役
- 君の最推しを決めろ！ミスマガジン2024 ベスト16発表記念 YouTube Live（2024年5月14日、YouTube）[動画 8] - ミスマガジン2023,ミスマガジン2024ベスト16
- 「貴ちゃんねるず」（2024年7月18日,19日、YouTube）[動画 9][動画 10] - ゲスト
- 『ミスマガジン2024 グランプリ発表記念 スペシャルYouTube Live』（2024年8月28日、YouTube）[動画 11] - ミスマガジン2023,ミスマガジン2024

### Webメディア
- ヤンマガWeb ミスマガジン2023BEST16特設サイト（2023年5月15日）[36] - ミスマガジン2023ベスト16
- ヤンマガWeb ヤンマガアザーっす！（2023年9月4日 - ）[37]
- ヤンマガWeb ミスマガのアソビバ！（2023年9月29日 - 2024年8月30日）[38]
- トウキョウ・ワンロール #11_松田実桜@北千住（2024年12月16日、撮影：永井洋介）[39]

## 作品

### 雑誌
- 週刊ヤングマガジン（講談社）
  - 2023年24号（2023年5月15日、撮影：大藪達也）[40] - 表紙・ミスマガジン2023ベスト16
  - 2023年25号（2023年5月22日、撮影：大藪達也）[41] - ミスマガジン2023ベスト16
  - 2023年40号（2023年9月4日、撮影：藤本和典,カノウリョウマ）[42] - 表紙・巻頭・ミスマガジン2023
  - 2023年41号（2023年9月11日、撮影：藤本和典,カノウリョウマ） - ミスマガジン2023
  - 2024年4・5号（2023年12月25日、撮影：LUCKMAN）[43] - 表紙・巻頭・ミスマガジン2023
  - 2024年8号（2024年1月22日、撮影：高橋慶佑）[44] - 表紙・巻頭・松田実桜,西尾希美
  - 2024年36・37号（2024年8月5日、撮影：Takeo Dec.）[45] - 表紙・巻頭・ミスマガジン2023
  - 2025年2・3号（2024年12月9日、撮影：岡本武志）[46][47] - ミスマガジン2023

- 月刊ヤングマガジン（講談社）
  - 2023年10月6日号増刊（2023年9月20日、撮影：藤本和典,カノウリョウマ）[48] - 表紙・巻頭・ミスマガジン2023
  - 2024年5月6日号増刊（2024年4月19日、撮影：高橋慶佑）[49] - 表紙・巻頭・松田実桜,西尾希美
  - 2025年1月6日号増刊（2024年12月20日、撮影：Takeo Dec.） - 特別付録DVDのみ・ミスマガジン2023

- 日経エンタテインメント!（日経BP）
  - 2023年12月号（2023年11月4日）

- シティ情報ふくおか
  - 2024年2月号（2024年1月28日）[50] - 表紙

- 週刊プレイボーイ（集英社）
  - 2024年 No.46（2024年10月28日、撮影：前康輔）[51][10]

- BOMB（ワン・パブリッシング）
  - 2024年12月号（2024年11月9日、撮影：矢西誠二）[52][11][53][動画 12][動画 13][動画 14]

### デジタル写真集
- ヤンマガデジタル写真集 ヤンマガアザーっす！（講談社）
  - ミスマガジン2023 1&2 ＜YM2023年40号・41号未公開カット＞（2023年11月3日、撮影：藤本和典,カノウリョウマ）[54] - ミスマガジン2023
  - ミスマガジン2023 ＜YM2024年4/5号未公開カット＞（2024年2月2日、撮影：LUCKMAN）[55] - ミスマガジン2023
  - 松田実桜 西尾希美（ミスマガジン2023） ＜YM2024年8号未公開カット＞（2024年3月1日、撮影：高橋慶佑）[56] - 松田実桜,西尾希美
  - ミスマガジン2023 ＜YM2024年36/37号未公開カット＞（2024年10月18日、撮影：Takeo Dec.）[57] - ミスマガジン2023
  - 松田実桜 西尾希美 山本杏 花城奈央 ＜YM2025年2/3号未公開カット＞（2025年2月28日、撮影：岡本武志）[58] - 松田実桜,西尾希美,山本杏,花城奈央

- ヤンマガデジタル写真集 ミスマガのアソビバ！（講談社）
  - 松田実桜 ミスマガジン2023ソログラビアSP！2（2023年12月29日、撮影：藤本和典,カノウリョウマ）[59]
  - 松田実桜 ミスマガジン2023×芸術（2024年1月12日、撮影：岡本武志）[60]
  - 松田実桜 もしミスマガがメイドだったら!?（2024年2月9日、撮影：桑島智輝）[61]
  - 松田実桜 ミスマガのメンバーがフィットネスに挑戦！（2024年3月15日、撮影：西村康）[62]
  - 松田実桜 レトログラビア（2024年5月3日、撮影：岡本武志）[63]
  - 松田実桜 「スパイ&アサシン」（2024年6月14日、撮影：まくらあさみ）[64]
  - 松田実桜 雨の日の過ごし方（2024年8月2日、撮影：高橋慶佑）[65]
  - 松田実桜 なつやすみ！（2024年9月6日、撮影：U-YA）[66]
  - 松田実桜 2023未公開傑作選SP！（2024年10月4日、撮影：岡本武志,西村康,U-YA,高橋慶佑,まくらあさみ,桑島智輝）[67]

- 週プレ PHOTO BOOK（集英社）
  - 松田実桜写真集「好feeling」（2024年10月28日、撮影：前康輔）[68][69]

### 楽曲
- 『DanDanキラリ』（2024年5月14日、作詞：カイザー恵理菜,作曲：吉岡大地,編曲：井尻希樹(agehasprings Party)）[70] - ミスマガジン2023

### 動画
1. 1 2  【FUKUOKA 48 Hour Film Project 2022グランプリ作品】気まぐれのドッペルゲンガー　主演:松田実桜 - YouTube（2022年10月16日公開）2024年9月30日閲覧。
2. 1 2  48 Hour Film Project2023『ぐるぐるした夜に』予告 - YouTube（2023年11月21日公開）2024年9月30日閲覧。
3. ↑  松田実桜、福岡出身17歳　フラフープしながら博多弁の早口言葉　普段は女子バスケのマネージャー：「ミスマガジン2023」ベスト16 - YouTube（2023年5月20日公開）2024年9月30日閲覧。
4. ↑  鹿児島国際大学 2023オープンキャンパス告知 夏前 B篇 - YouTube（2023年7月19日公開）2024年9月30日閲覧。
5. ↑  Stories of 瞳のチカラ ＃03 チャレンジする瞳 篇 - YouTube（2024年4月1日公開）2024年9月30日閲覧。
6. ↑  君の最推しを決めろ!ミスマガジン2023ベスト16発表記念 スペシャルLIVE!! - YouTube（2023年5月9日公開）2024年9月8日閲覧。
7. ↑  二人の絆が勝負のカギ！群雄割拠の芸能界を生き残れ！ミスマガサバイバル！ - YouTube（2023年8月29日公開）2024年9月8日閲覧。
8. ↑  君の最推しを決めろ！ミスマガジン2024 ベスト16発表記念 YouTube Live - YouTube（2024年5月14日公開）2024年9月8日閲覧。
9. ↑  サンミュージックで起きた「気持ち悪い」下剋上‼️二夜連続ネタ見せ合戦前編🔥 - YouTube（2024年7月18日公開）2024年9月30日閲覧。
10. ↑  関東お笑い新時代幕開け‼️サンミュージックVSグレープカンパニー売上総取りタイマンLIVE🔥🔥 - YouTube（2024年7月19日公開）2024年9月30日閲覧。
11. ↑  『ミスマガジン2024 グランプリ発表記念 スペシャルYouTube Live』 - YouTube（2024年8月28日）2024年9月8日閲覧。
12. ↑  【BOMBチャレンジ-ストップウォッチ10秒ピッタリ】松田実桜ストップウォッチ10秒ピッタリで止められるか!? - YouTube（2024年12月3日公開）2024年12月3日閲覧。
13. ↑  【BOMBチャレンジ-けん玉】松田実桜がけん玉チャレンジ！ - YouTube（2024年12月3日公開）2024年12月3日閲覧。
14. ↑  【BOMBチャレンジ-握力測定】松田実桜が握力測定に挑戦！ - YouTube（2024年12月3日公開）2024年12月3日閲覧。